# Filialkirche Lanzendorf (Mistelbach)

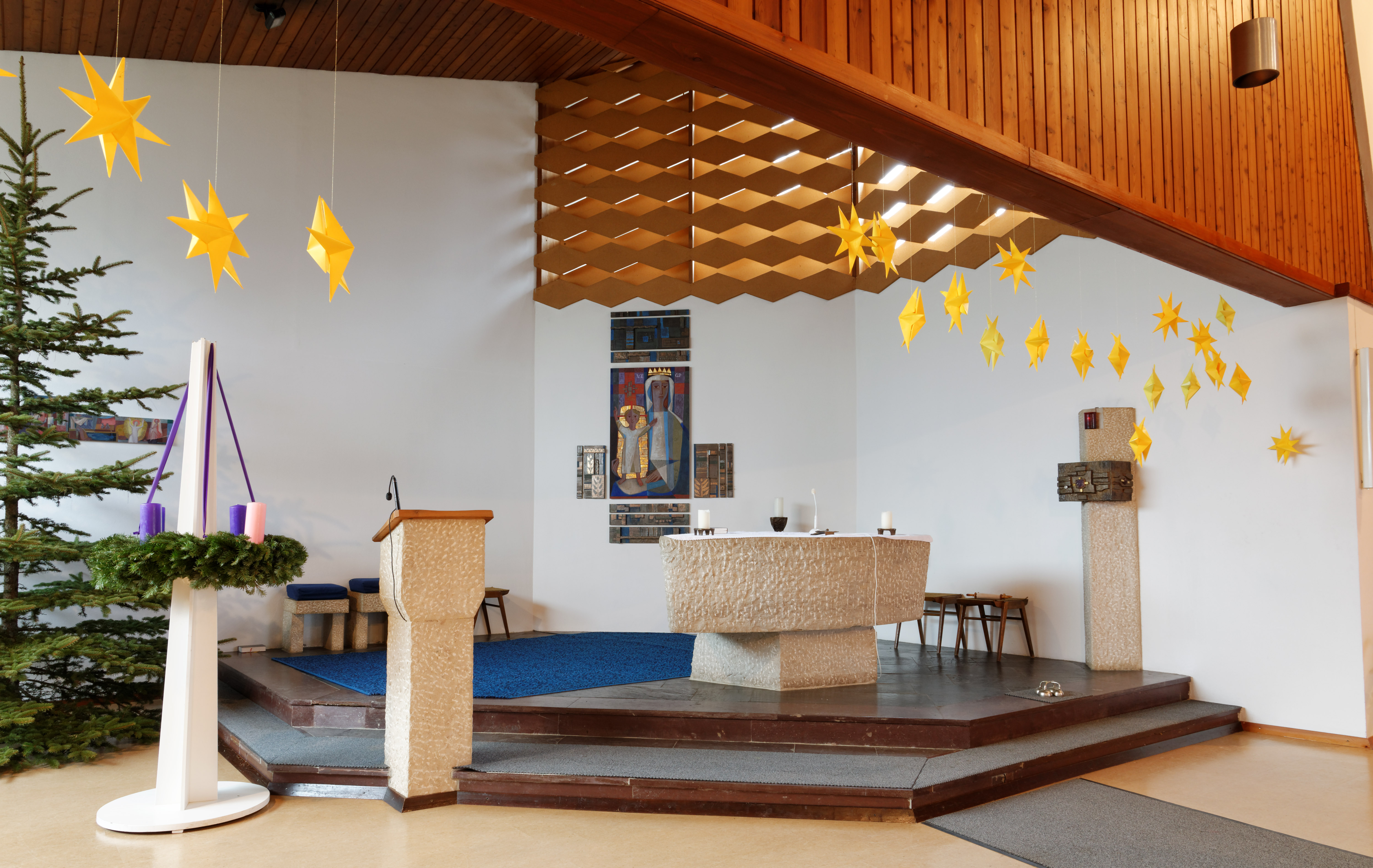
Altarbereich

Die Filialkirche Lanzendorf steht im Süden der Ortschaft Lanzendorf in der Stadtgemeinde Mistelbach in Niederösterreich. Die dem Patrozinium hl. Florian von Lorch unterstellte römisch-katholische Filialkirche gehört zum Dekanat Mistelbach-Pirawarth im Vikariat Unter dem Manhartsberg der Erzdiözese Wien.

## Geschichte
Die Kirche wurde im Jahr 1969 nach den Plänen des Architekten Albert Bürger und des Künstlers Ivo Schaible erbaut. Die Kirche wurde 1970 geweiht, die Unterkirche 1974. Die ehemalige Ortskapelle Mariahilf wurde in das Museumsdorf Niedersulz übertragen.

## Architektur
Der niedrige Kirchenbau unter einem Satteldach mit einem Glockenträger besteht aus Betonfertigteilen.